# Хабаровка (Орловская область)
Хаба́ровка — деревня в Мценском районе Орловской области России. Входит в состав Черемошёнского сельского поселения.

## География
Деревня находится в северной части Орловской области, в лесостепной зоне, в пределах центральной части Среднерусской возвышенности, при автодороге 54К-1, к востоку от реки Зуши, на расстоянии примерно 17 километров (по прямой) к юго-востоку от города Мценска, административного центра района. Абсолютная высота — 191 метр над уровнем моря.
Климат
Климат населённого пункта характеризуется как умеренно континентальный с умеренно морозной зимой и тёплым, иногда жарким летом. Средняя многолетняя температура самого холодного месяца — января — составляет −9,4 °С, температура самого теплого +19 °С.
Часовой пояс
Деревня Хабаровка, как и вся Орловская область, находится в часовой зоне МСК (московское время). Смещение применяемого времени относительно UTC составляет +3:00.

## Население
| 2010 |
| ---- |
| 25   |

Половой состав
По данным Всероссийской переписи населения 2010 года в гендерной структуре населения мужчины составляли 48 %, женщины — соответственно 52 %.
Национальный состав
Согласно результатам переписи 2002 года, в национальной структуре населения русские составляли 100 % из 31 чел.

## Улицы
Уличная сеть деревни состоит из двух улиц (Зелёная и Овражная).